# Zoete inval (single)
Zoete inval is een single van de Nederlandse rapper Extince in samenwerking met Murth the Man-o-Script, Krewcial, Skate the Great, Yukkie B, Brainpower, Goldy en Scuz uit 1999. Het is afkomstig van het album van Extince Binnenlandse funk uit 1998, waarvan het de tiende track van is.

## Achtergrond
Zoete inval is geschreven door Gert-Jan Mulder, Iwan den Boestert, Murth Mossel, Pascal Garnier, Peter Kops, Richard Simon, Yuksel Ozince en geproduceerd door DJ Knowhow. Het is een nederhoplied in de vorm van een rapbattle. In de videoclip van het lied wordt de Mini-playbackshow nagedaan. Het lied samplet onder ander Sucker MC's van Run DMC en Summertime van Klaus Wunderlich. B-kant van de single luidt Zoute uitval waarop naast Extince ook de rappers Def Rhymz, E-Life, Murth the Man-o-Script, Rollarocka, The Anonymous Mis en U-Niq hun bijdrage leveren.

## Hitnoteringen
Het lied kwam in beide hitlijsten van Nederland terecht. In de Top 40 kwam binnen op de dertigste plaats, bleef het daar nog twee weken op staan en verliet vervolgens de lijst. De piekpositie in de Mega Top 100 was de 33e plek in de 9 weken dat het in deze lijst te vinden was. 